# Бухта Гека
Бухта Гека — бухта на западном побережье залива Корфа в Беринговом море, на восточном побережье Ильпинского полуострова. Административно входит в Олюторский район. Коряки называли бухту «Калику» («Кааляк») — пёстрая нерпа. Бухта названа по имени российского мореплавателя и китобоя Фридольфа Гека.
Площадь поверхности — 50 км². 
Водоём образовался в результате деятельности рек и моря и представляет собой морской залив и лагунное озеро. В лагуне ощущаются приливы и отливы, в отливы обнажаются значительные по площади мелководья. К бухте прилегают заболоченные тундры гипоарктического облика с обилием небольших озёр. Берега бухты заболочены.
Бухта является нерестилищем олюторской сельди. В 1927 году на косе на южном берегу была построена сельдезасолочная рыбная база № 1 Акционерного Камчатского общества. С этой базы началось создание Корфовского рыбокомбината, построившего затем ещё восемь баз (промыслов) на побережье залива Корфа. До 1934 года база являлась сезонной и специализировалась на добыче и переработке сельди и небольшого объёма лососёвых. Засольного цеха не имелось, сельдь солили в бочках. В 1955 году Корфовский рыбокомбинат начал ликвидацию неперспективных (нерентабельных) баз. Последней из списка нерентабельных была сокращена база в бухте Гека — в 1967 году.
При базе в бухте Гека в 1927 году возникло село Гека. Село было исключено из списков населённых пунктов в 1965 году.